# Antonio de León y Loyola
Antonio de la Luz Quirino y León y Loyola (3 de junio de 1794-8 de septiembre de 1847) fue un militar mexicano que participó durante la guerra de Independencia iniciando su incursión en el bando realista, para después pasarse a las fuerzas insurgentes en 1821; se unió al Ejército Trigarante y más tarde combatió en la guerra contra Estados Unidos en la batalla del Molino del Rey.

## Biografía
Antonio de León nació el 3 de junio de 1794 en Huajuapan de León, Oaxaca, hijo del señor don Manuel León y la señora María de la Luz Loyola. Vivió y creció en la población de Huajolotitlan en la región de la mixteca oaxaqueña;  ahí residía su familia (actualmente su vivienda se encuentra en las calles de Micaela Galindo esquina con Antonio de León), perteneció a una familia de clase alta cuyo rancho procedía de las cercanías de San Andrés Dinicuiti, Huajuapan.
En 1820, el general Antonio de León fungió como alcalde Primero (presidente municipal) de Huajuapan; fue sucedido en el que el cargo por su hermano Manuel de León.
En marzo de 1821, después de haberse firmado el Plan de Iguala, se sumó al ejército Trigarante.
El 21 de junio de 1821, Antonio de León toma la plaza de Huajuapan a los realistas. Allí se le adhiere un batallón guanajuatense comandado por don Regino Brito.
El 6 de julio de 1821, proclamó la independencia en Tezoatlán, distrito de Huajuapan, y al frente de veintiséis hombres mal armados y municionados escasamente, atacó a doble número de realistas, obligándolos a rendirse. En seguida con escasos elementos y algunos patriotas más que se le habían sumado, atacó a cincuenta y cinco Cazadores de la Reina de un batallón que marchaba rumbo a Huajuapan, a las órdenes del capitán José Ortega, derrotándolo en el paraje denominado Agua Escondida, y obligándolo a rendirse a discreción.
El coronel Manuel Obeso, el 30 de julio de ese mismo año capituló en Etla ante don Antonio de León, quien por fin así arribó a la Ciudad de Oaxaca al día siguiente, haciendo su entrada triunfal en dicha Ciudad Capital acompañado del batallón guanajuatense, para proclamar la independencia del estado.  
Agustín de Iturbide lo premió dándole el nombramiento de Comandante de las Tres Mixtecas. Una vez concluida la Independencia de México, desempeñó el cargo de comandante de Oaxaca. Se enfrentó al emperador cuando este disuelve el Congreso Constituyente el 31 de octubre de 1822 y junto con Nicolás Bravo se hace con Oaxaca, adhiriéndose el 1 de junio de 1823 a la Primera República Federal.
En 1841 participó en el derrocamiento del gobierno centralista de Anastasio Bustamante obteniendo el puesto de jefe militar y civil del Estado. Al año siguiente fue gobernador de la entidad oaxaqueña, el primero de la historia del estado.
Posteriormente se le dio el grado de coronel al conseguir en 1842 la incorporación del Soconusco a México.
Hacia el año de 1847 al tiempo que México sufría la intervención estadounidense, el general de León y sus hombres resguardaban los puestos de Veracruz y San Juan de Ulúa en condiciones por demás precarias, razón por la cual el general pide ayuda a su natal Huajuapan, en donde mediante sesión de cabildo se propone y se aprueba la formación de la Junta de Auxilios para el ejército defensor de la independencia el 8 de marzo de 1847. Esta Junta de Auxilios tenía como objetivo proveer víveres y otros enceres al ejército defensor. Durante la defensa en la Batalla del Molino del Rey cerca del castillo de Chapultepec, para que no atacaran a los jóvenes cadetes del heroico Colegio Militar, él y su gente combatieron contra el ejército estadounidense, pero falleció a causa de las heridas recibidas por los invasores.
En su tierra natal se le recuerda como un hombre de grandes logros, el cual hizo esfuerzos por ayudar a su gente; Huajuapan adoptó  su apellido (el nombre oficial de la ciudad es la Heroica Ciudad de Huajuapan de León). Al sur del Estado de Guanajuato, el pueblo de Moroleón (Moro-León) también lo adoptó en su honor. Actualmente le sobrevive su bisnieta Rafaela Felícitas de León Barragán y su legítimo nieto Everardo Emilio Bruno De León.

## Galería

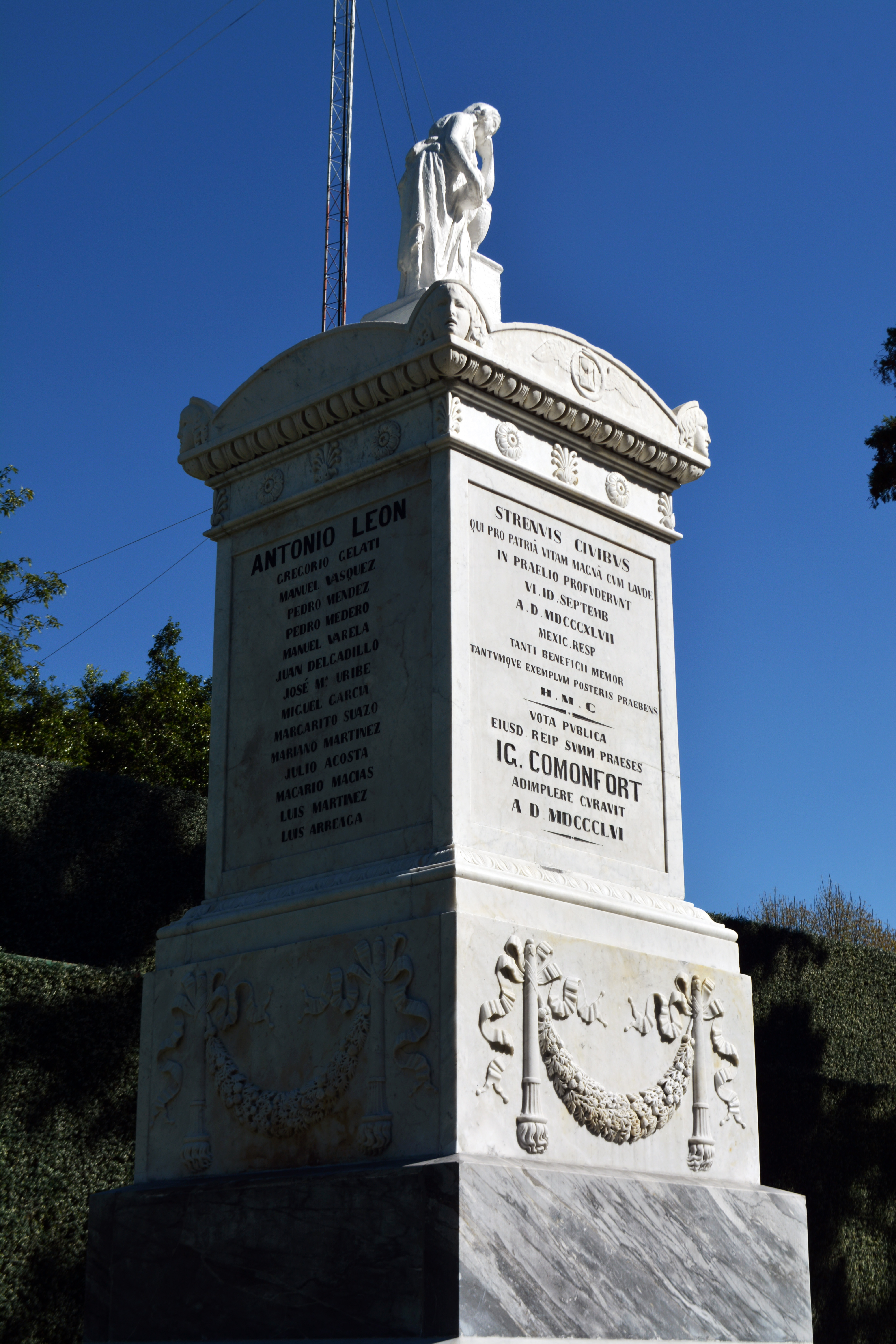
Monumento funerario a la batalla del Molino del Rey incluyendo el nombre de Antonio de León, ordenado por Ignacio Comonfort, 1865.
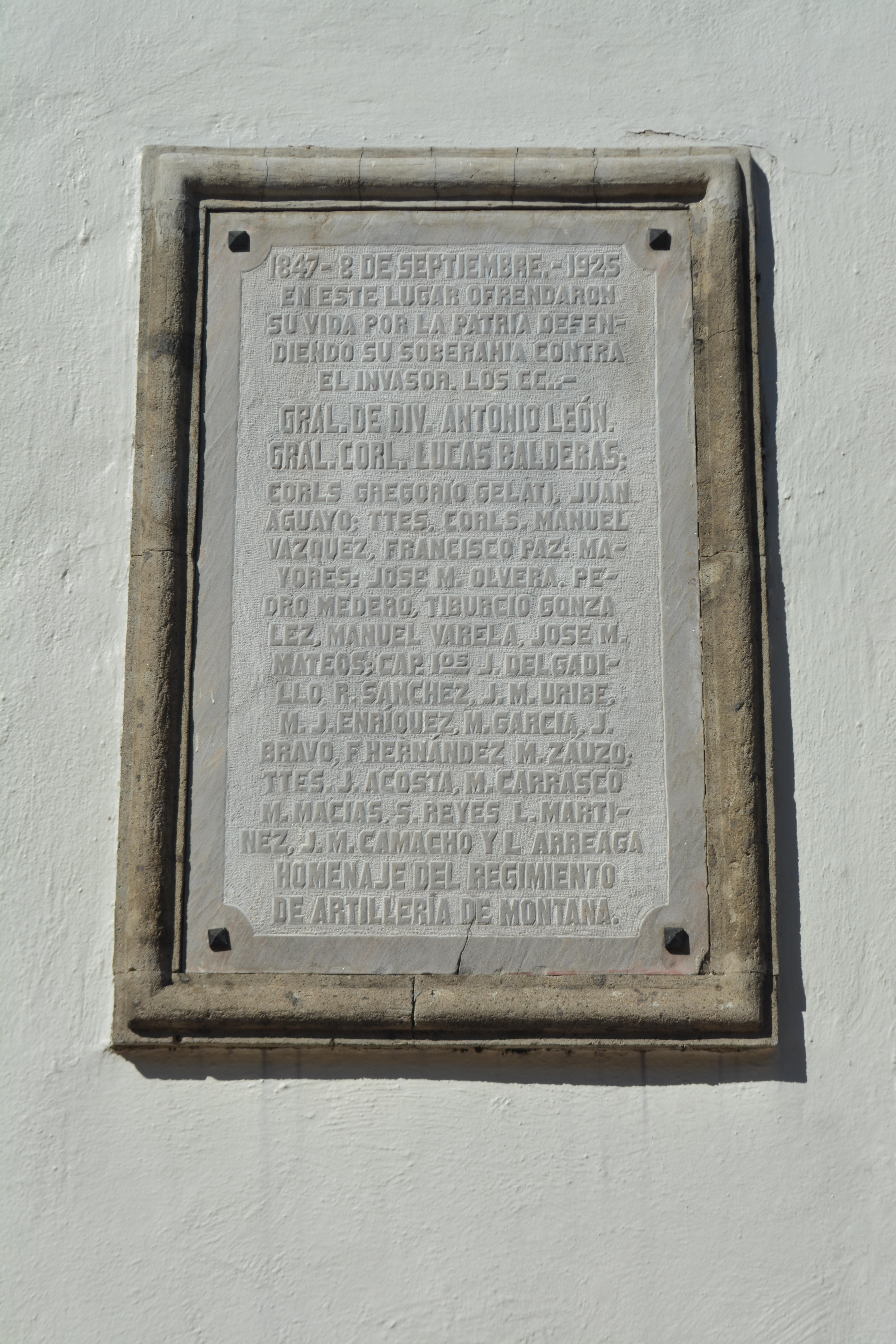
Placa en honor a la batalla del Molino del Rey, mencionando a Antonio de León, colocada en 1925.